# İbrahim Sürgülü
İbrahim Sürgülü (* 4. April 1993 in Polatlı) ist ein türkischer Fußballspieler.

## Karriere
Sürgülü begann seine Vereinskarriere in der Nachwuchsabteilung des türkischen Traditionsvereins MKE Ankaragücü und durchlief anschließend nacheinander die Jugendmannschaften von Yeni Mahalle Belediyespor, Bugsaş Spor und Ankaraspor. Im Frühjahr 2013 wechselte er zum Erstligisten Sivasspor und spielte hier bis zum Saisonende in der Reservemannschaft. Im Sommer 2013 wurde er vom Cheftrainer Roberto Carlos in den Kader der 1. Mannschaft involviert und erhielt wenig später einen Profivertrag. Am 4. November 2013 gab er in der Ligapartie gegen Gaziantepspor sein Profidebüt.
Nachdem er Anfang Januar 2014 an den Zweitligisten Fethiyespor ausgeliehen wurde, kehrte er bereits nach drei Wochen zu Sivasspor zurück.
Im Sommer 2014 löste er seinen Vertrag mit Sivasspor auf und wechselte zum Drittligisten Körfez İskenderunspor.